# بي & أو نيدلود
كانت شركة خطوط بي & أو نيدلود للحاويات خط شحن حاويات يعمل عبر المحيطات في المملكة المتحدة مع وجود مقر مزدوج في لندن وروتردام. تم تأسيس الشركة في عام 1997 من خلال دمج مصالح شحن الحاويات التابعة لشركة النقل الهولندية رويال نيدلود (Nedlloyd Line) وشركة الشحن البحري العملاقة بي & أو (شركة) (بي & أو للحاويات).
في عام 2004، قامت رويال نيدلود بشراء الأسهم المتبقية من بي & أو وتم إدراج الشركة باسم رويال بي & أو نيدلود في البورصة الهولندية. استحوذت شركة ميرسك سيلاند (ميرسك) الدنماركية على شركة بي & أو نيدلود في عام 2005 وتم دمجها مع شركة شحن الحاويات الحالية ميرسك سيلاند لتشكيل ميرسك لاين. نظرًا لأن شركة سي لاند كانت الشركة المبتكرة التاريخية لشحن الحاويات في الولايات المتحدة الأمريكية، فإنها تجسد فيما بعد التراث البحري الهولندي والبريطاني والدنمركي والتجاري الأمريكي.

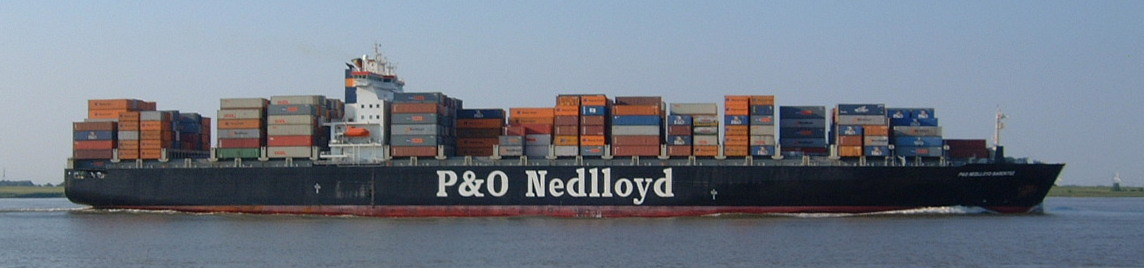
P&O Nedlloyd Containerhip Barentsz

## معرض صور

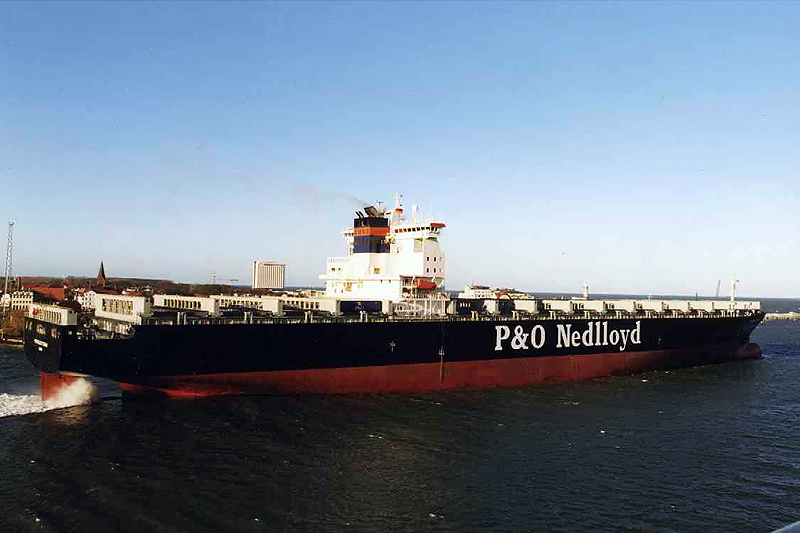
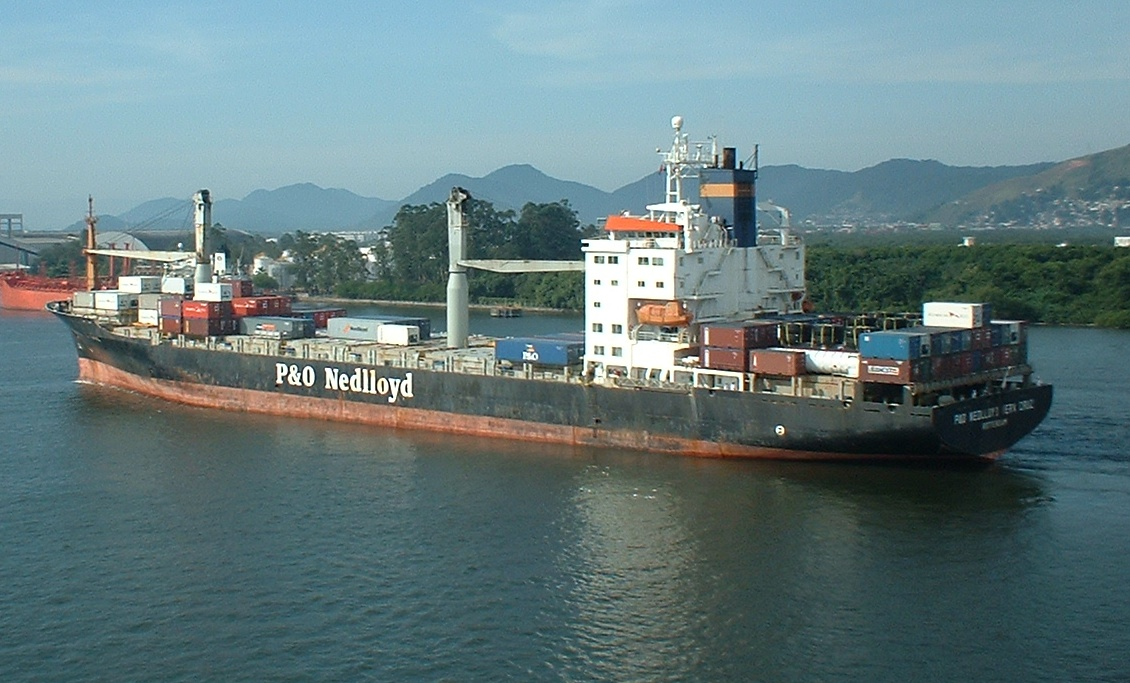
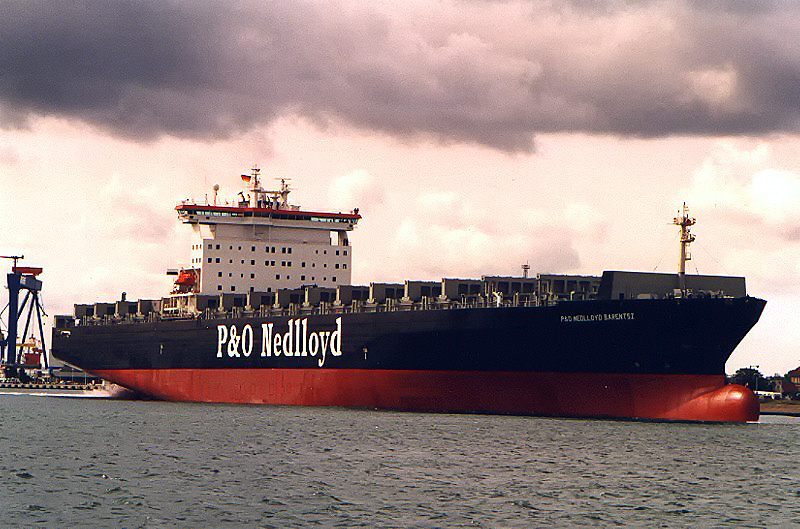
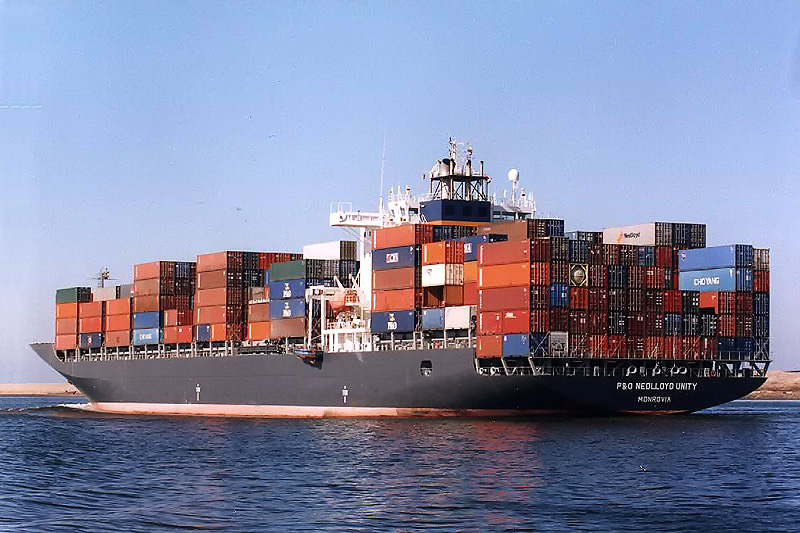